# Francesco Maria di Broglia
François-Marie, comte de Broglie i comte de Revel (1611—1656) fou un prominent soldat i comandant durant la Guerra dels Trenta Anys. Nascut al Piemont, originalment era conegut per Francesco-Maria di Broglia, comte di Revel abans de ser naturalitzat francès després de 1643.
Broglie va fundar una de les famílies perdurables de l'aristocràcia francesa. El seu fill Victor-Maurice fou mariscal de França, i el seu net, François-Marie (també mariscal de França) esdevingué el primer duc de Broglie.